# Groupement de soutien de la base de défense de Strasbourg - Haguenau - Colmar
Le groupement de soutien de la base de défense de Strasbourg - Haguenau - Colmar (GSBdD SHC) est un organisme militaire interarmées du service du commissariat des armées né le 1er janvier 2019 de la fusion des groupements de soutien des bases de défenses de Strasbourg - Haguenau et de Colmar, tous deux créés au 1er janvier 2011. Son rôle est de soutenir dans le domaine de l'administration générale et du soutien courant, toutes les unités militaires stationnées dans le périmètre de la base de Défense (Colmar, Gresswiller, Haguenau, Illkirch-Graffenstaden, Meyenheim, Müllheim en Allemagne, Mutzig et Strasbourg) .
Il a succédé au commissariat de l'Armée de terre de Strasbourg.
Son état-major est, depuis septembre 2011, situé au no 15 de la rue de Phalsbourg à Strasbourg dans des bâtiments annexes du quartier Stirn. Ces bâtiments ont été construits au début du XXe siècle lors de l’annexion de l’Alsace-Lorraine et abritaient les magasins d’habillement du 15e corps d’armée de l’Empire allemand.
Le groupement de soutien de la base de défense de Strasbourg - Haguenau - Colmar compte 400 militaires et 200 civils. Il soutient 7 500 militaires et civils et 1 200 réservistes en Alsace et en Allemagne.
La salle d’honneur du groupement est inaugurée le 19 juin 2022 en présence du Général Giraud, gouverneur militaire de Strasbourg.